# Елисеев, Сергей Иванович

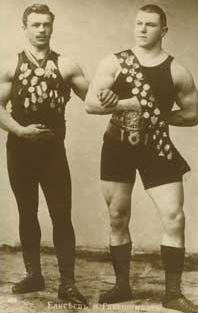
Сергей Елисеев и Георг Гаккеншмидт

Сергей Иванович Елисеев (27 октября [8 ноября] 1875, Симферополь, Таврическая губерния, Российская империя — 19 октября 1937, Томск, РСФСР, СССР) — русский и советский спортсмен-силач из Уфы, первый русский чемпион мира (1899) и двукратный чемпион России (1899 и 1900). Десятикратный рекордсмен мира в силовых упражнениях. Был наставником знаменитого русского силача — Клементия Буля.

## Биография
По одним сведениям, родился 27 октября (8 ноября) 1875 в Симферополе в семье крестьянина Тверской губернии, по другим — 3 августа 1876 в Уфе в семье повара.
Отец — Иван Григорьевич, повар по профессии, был богатырского сложения. Сыновья — старший Сергей и младший Александр работали слесарями в железнодорожных мастерских Уфы.
В 1898 году Сергей Елисеев вместе с братом Александром переехал из Уфы в Петербург. В апреле 1898 года Сергей участвовал во втором чемпионате России в Петербурге, где занял второе место (первое выиграл Георг Гаккеншмидт) и установил два мировых рекорда: сделал «разводку» с гирями весом 28,8 кг и 32,8 кг и зафиксировал в горизонтальном положении руку с шаровой гирей весом 60,8 кг.
В феврале 1899 года Елисеев едет на чемпионат мира в Милан. Помост был установлен на сцене всемирно известного оперного театра «Ла Скала». В 23 года Сергей Елисеев стал чемпионом и рекордсменом мира.
В России известие о блестящем выступлении Елисеева вызвало широкий общественный резонанс. Сам главнонаблюдающий за физическим развитием народонаселения написал на имя царя реляцию о награде жителя города Уфы С. Елисеева за примерное служение царю и отечеству.
Дважды — в 1899 и 1900 годах Елисеев завоёвывал титул чемпиона России, показав поразительные для того времени результаты. В жиме двумя руками он поднял 145 кг и толкнул 160,2 кг. В 1903 году Сергей Елисеев выехал в Париж для участия в чемпионате мира, заняв второе место среди профессионалов.
В России назревали революционные события 1905 года. Сергей Елисеев был активным революционером, о чём знала царская охранка. Он проходил под кличкой «Атлет». В июне 1905 года он вёз листовки. Толпа черносотенцев накинулась на него и пробила ему голову. Пятьдесят дней он находился между жизнью и смертью, а когда выздоровел, жандармы отправили его в тюрьму, а затем сослали в Якутию.
После Октябрьской революции, в 1919 году, Елисеев перебрался с семьёй в Тюмень, а в 1925 году — в Томск, где работал бухгалтером (по другим сведениям — грузчиком, затем — преподавателем тяжёлой атлетики в томских медицинском и технологическом институтах, выступал с силовыми номерами в городском саду Томска).
По одним данным, репрессирован: расстрелян 17 октября 1937; по другим, умер в 1939 году в Томске. Реабилитирован в 1961.

## Интересный факт
В 1925 году в Томске состоялся поединок с Иваном Поддубным. В спортивном соревновании сошлись два мировых чемпиона: один по гиревому спорту и атлетике, другой — по борьбе.
В журнале «Спорт» состязание описано следующим образом:

«В течение получаса ни одному из борющихся не удалось провести результативного приема, но инициатива была явно на стороне Поддубного. Дважды поднимал Елисеева на „второй этаж“ 140-килограммовый богатырь Поддубный и испытанным приемом бросал на ковер, но ожидаемого результата не получалось — Елисеев оказывался на ногах». Трудно сказать, что произошло бы на ковре… Когда Иван Максимович приготовился провести один из самых испытанных и результативных приемов, не выдержал у запястья ремень, соединявший руки Елисеева. Запасного ремня не было!

Получасовую схватку объявили ничейной. Поддубный, по свидетельству корреспондента журнала «Спорт», произнес слова: «Крепкий ты, оказывается, орешек, Сергей Елисеев!». И вручил ему подарок – золотую заколку в виде штанги с драгоценным камнем. 
В технологическом институте (ныне Томский политехнический университет), где когда-то работал Елисеев, ежегодно проходит областной турнир по гиревому спорту посвящённый памяти С. И. Елисеева.